# جان ماري دي زيربي
جان ماري دي زيربي (بالفرنسية: Jean-Marie De Zerbi)‏ هو لاعب كرة قدم ومدرب كرة قدم فرنسي في مركز الهجوم، ولد في 20 نوفمبر 1959 في باستيا في فرنسا. لعب مع نادي باستيا ونادي تور.

## وصلات خارجية
- جان ماري دي زيربي على موقع قاعدة بيانات كرة القدم.إي يو (الإنجليزية)